# Tigerhall
Tigerhall är ett programvaruföretag som grundades i maj 2018 i Singapore av den svenska IT-entreprenören Nellie Wartoft. Sedan starten har Tigerhall tagit in 116 miljoner kronor i riskkapital och till investerarna hör bland andra Monk’s Hill Ventures och det amerikanska riskkapitalföretaget Sequoia Capital. Tigerhall deltog även i Sequoia Capitals tillväxtprogram Surge under 2020. Under 2021 började Tigerhall expandera till den amerikanska marknaden.

## Produkt
Tigerhalls produkt är en plattform för socialt lärande med samma namn som finns både som mobilapp och webbapplikation. Plattformen är en software-as-a-service-plattform som främst används av större företag för att vidareutbilda personalen. Tigerhall används för ledarskapsutveckling, onboarding, digital kompetens, kundengagemang, förändringsledning och allmänt lärande och utveckling. Bland kunderna finns Spotify, Bank of New York Mellon, Hewlett-Packard och Cisco.